# Data Flow Diagram
Il Data Flow Diagram (abbreviato in DFD) è un tipo di diagramma definito nel 1978 da Tom DeMarco nel testo Structured Analysis and Systems Specification per aiutare nella definizione delle specifiche.
È una notazione grafica molto usata per i sistemi informativi e per la descrizione del flusso di dati in quanto permette di descrivere un sistema per livelli di astrazione decrescenti con una notazione di specifica molto "intuitiva".
Attraverso i Data Flow Diagram si definiscono soprattutto come fluiscono (e vengono elaborate) le informazioni all'interno del sistema, quindi l'oggetto principale è il flusso delle informazioni o, per meglio dire, dei dati. Motivo per il quale diventa fondamentale capire dove sono immagazzinati i dati, da che fonte provengono, su quale fonte arrivano, quali componenti del sistema li elaborano.

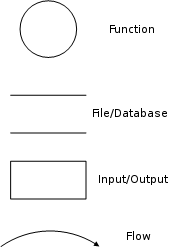
Notazioni Data Flow Diagram

## Componenti
Le componenti di questo tipo di diagramma sono:
- Funzioni, rappresentate da bolle;
- Flussi di dati, rappresentati da frecce;
- Archivi di dati, rappresentati da scatole aperte;
- Agenti esterni o Input/Output di dati, rappresentati da scatole chiuse.

### Funzioni
Le funzioni rappresentano unità di elaborazione dei dati: 
- Trasformano i dati in ingresso in quelli in uscita.

### Flusso di dati
Le frecce collegano i diversi componenti di un diagramma tra loro:
- Rappresentano i dati gestiti dal sistema;
- Gli archivi e gli agenti esterni NON possono essere collegati tra loro.

### Archivi
Gli archivi sono dei depositi permanenti di informazione:
- Possono essere basati su qualunque tecnologia;
- I dati che entrano in un archivio vengono scritti;
- I dati che escono dall'archivio sono letti (ma non cancellati).

### Agenti esterni
Gli Agenti esterni rappresentano delle entità esterne al sistema:
- Non sono soggette ad ulteriore modellazione;
- Sono le sorgenti e le destinazioni dei dati del sistema.

## Modellazione
Un generico sistema è sempre rappresentabile nel seguente modo:
Se gli ingressi e/o le uscite sono molteplici si introducono nuovi flussi.
Questo tipo di rappresentazione ha un livello di astrazione elevato e individua solo l'interfaccia tra il sistema e il mondo esterno per cui vanno inseriti altri dettagli raffinando le funzioni. Ogni funzione, infatti, è a sua volta specificabile mediante un Data Flow Diagram per cui è possibile ottenere diversi livelli con sempre maggiore definizione.

## Criteri di stesura
Nella stesura si ignora l'inizializzazione del sistema, la gestione degli errori e la terminazione, il sistema si immagina come "up & running".
Si ignorano anche le sincronizzazioni ed il flusso di controllo tra processi.
Individuare sempre le entrate e le uscite di un diagramma.
Qualora i dati gestiti fossero particolarmente strutturati, si affianca al Data Flow Diagram un sistema complementare.

## Limiti
Questa notazione, quindi, presenta dei limiti consistenti:
- Semantica: i simboli non sono sufficientemente chiari e i nomi vengono scelti dall'utente;
- Controllo: gli aspetti di controllo non sono definiti dal modello e, quindi, anche la sequenza temporale è poco chiara.

Quindi il Data Flow Diagram è adatto ad una descrizione rapida e intuitiva per cui non è una notazione operazionale proprio perché alcuni aspetti non sono chiariti.
Per questo motivo si parla di notazione semiformale perché la sintassi è precisa, ma la semantica non lo è.
Sono stati progettati diversi metodi per rimediare a queste difficoltà che possono essere classificati nel seguente modo:
- Usare una notazione complementare per colmare le lacune del data flow diagram;
- Migliorare il modello in modo da completare la versione tradizionale.